# アブラハム・メンデルスゾーン

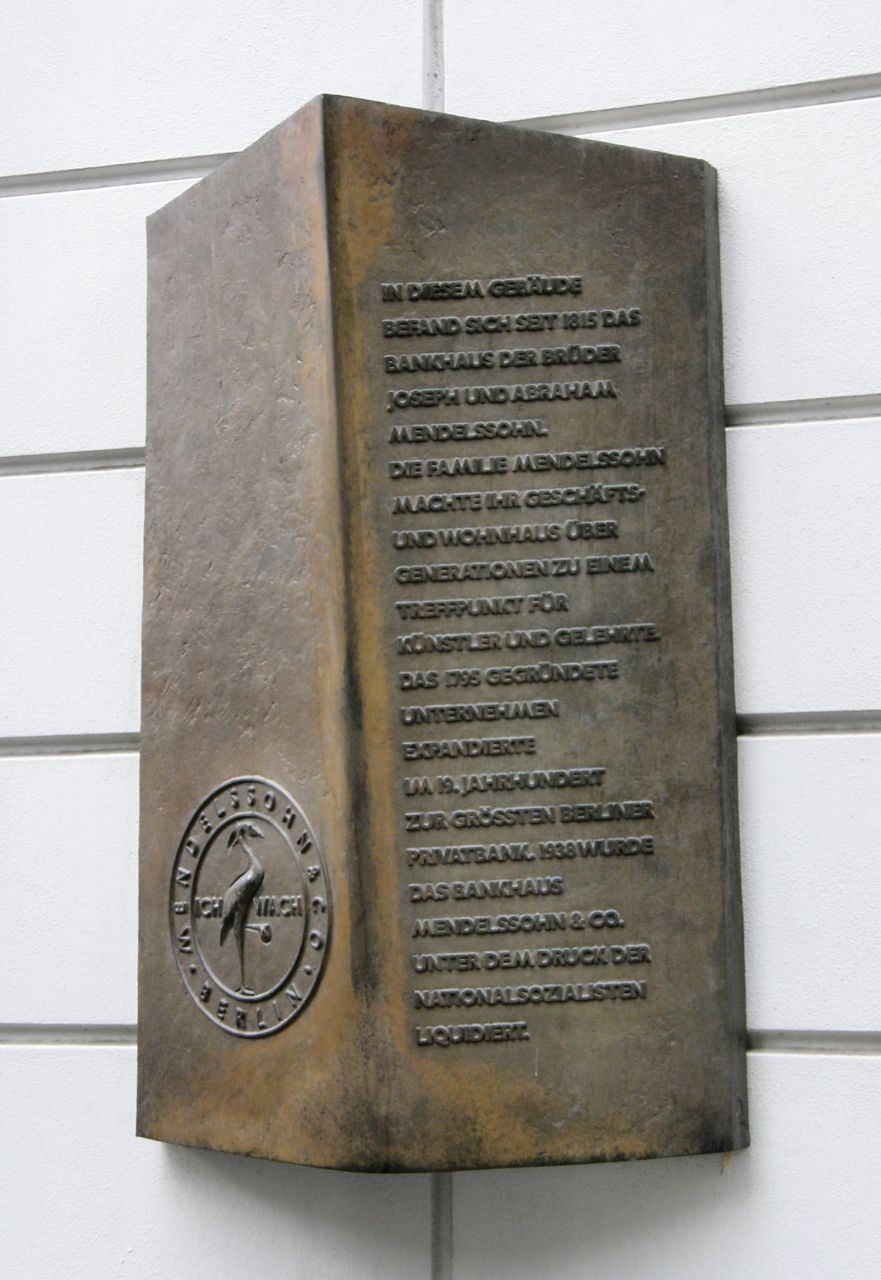
メンデルスゾーン銀行跡地を記念する銘碑

アブラハム・エルンスト・メンデルスゾーン・バルトルディ（Abraham Ernst Mendelssohn Bartholdy 1776年12月10日 - 1835年11月19日）は、 ドイツ系ユダヤ人の銀行家、フィランソロピスト。フェリックス・メンデルスゾーン、ファニー・メンデルスゾーンの父である。

## 生涯

### 青年期
アブラハム・メンデルスゾーンとしてベルリンに生まれた。父は哲学者のモーゼス・メンデルスゾーンである。
モーゼスが1786年に他界した時には、メンデルスゾーン一家は名のある裕福な家庭となっていた。ドイツ系ユダヤ人は、ユダヤの文化と同時にドイツの文化にも参画しなければならないという父モーゼスの考えに従い、アブラハムは自由主義的な教育を受けた。1792年にはユダヤ自由主義組織「Gesellschaft der Freunde」の創立メンバーとなり、また1793年には合唱団ベルリン・ジングアカデミーの設立にも関わっている。1796年、ダニエル・イッツィッヒの孫娘で、後に伴侶となるレア・ザロモンがアカデミーに入団したが、2人はおそらくそれ以前に出会っていたものと思われる。
1797年、アブラハムは兄のヨーゼフの命に従い、銀行経営を学びにパリへと赴いた。ヨーゼフはダニエル・イツィッヒの孫であるモーゼス・フリートランダー（Moses Friedlander）と共同で、メンデルスゾーン・フリートランダー金融会社を設立していた。フランスでの生活はアブラハムには魅力のないものだった。1804年、アブラハムはレアとハンブルクで結婚し、その地で一家の銀行の事務所を運営した。この時期のどこかの時点で、彼はレアの知り合いであったゲオルク・ペルヒャウと出会っている。ペルヒャウはC.P.E.バッハの遺言実行人であり、その多くの草稿をおばで音楽家のザラ・レヴィ（Sara Levy）に譲ったが、レヴィがこれらをジングアカデミーに寄贈している。
1804年、アブラハムは兄ヨーゼフの銀行会社の協力者となった。この協力関係は1822年まで続くことになる。のちにMendelssohn & Co.として知られるようになるこの私的な銀行は、ベルリンのイェーゲルシュトラーセ（Jägerstraße）に1815年から1938年まで営業したが、ナチスの圧力を受けて消滅させられた。

### ベルリンでの生活
1811年、フランスがハンブルクを占領、貿易を制限したためアブラハムと一家はベルリンへと戻った。フェリックスと姉ファニーが誕生して音楽に顕著な才能を見せ始めたため、2人にはその才能を伸ばす教育を受けさせた。しかしながら、アブラハムは音楽がフェリックスにはキャリアを切り開くかもしれないが、ファニーにとっては時間の無駄になるだけだと型に嵌った考え方をしていた。アブラハムは1801年にジングアカデミーの責任者となっていたカール・フリードリヒ・ツェルターにフェリックスの指導を任せた。後に、アブラハムはピアニストのイグナーツ・モシェレスを雇って子ども達にレッスンを頼み、これがきっかけでメンデルスゾーン一家とモシェレスの交際が続くことになる。アブラハムはフェリックスが1829年に初めてイングランドに赴いた際には息子にモシェレスへの挨拶を頼み、またその後に彼自身がロンドンを訪れた時にはモシェレスの元に滞在している。ベルリンのメンデルスゾーン家の邸宅ではしばしば演奏会が開かれており、これら内輪の機会の多くがフェリックスの初期作品を披露し、フェリックスとファニーら自身が演奏する場となったのである。
アブラハムとレアには他にも2人の子どもがいた。数学者のペーター・グスタフ・ディリクレへと嫁いだレベッカと銀行家のパウル（Paul 1812年生）である。1825年、アブラハムはベルリンの市議に選出されている。
アブラハムはベルリンでこの世を去った。アブラハムと妻のレアは、ベルリンの聖三位一体教会の第1墓地で彼らの子ども達の3人の近くに眠っている。

## ユダヤ教に対する態度
アブラハムは自分のユダヤの出自に対しては断固とした態度を取った。彼はユダヤ教の時代は終わっており、ドイツ社会の一部となるべく実践的な第一歩を踏み出すことが必要であると考えていた。この目的のために彼とレアは1809年、1812年にそれぞれ生まれたフェリックスとパウルの兄弟には、あえて割礼を受けさせないという決断をしたが、これはレアの母との間で議論を引き起こした。彼の父モーゼスは、姓を変えてはどうかという、レアの弟のヤコプ・ザロモン・バルトルディの助言を受け入れた。ヤコプはルイーゼン広場にあった土地を相続し、その名前にちなんでバルトルディと名乗っており、アブラハムも彼に倣ってこの名前を採用した。著名人であった父のモーゼスは「ユダヤ教の孔子などいないのと同様に、クリスチャンのメンデルスゾーンなどもまた存在し得ないのだ。」と述べており、アブラハムは後にフェリックスに対し書簡を送り「メンデルスゾーンを名乗るのを止め、バルトルディ姓のみを用いるように」と急かしている。しかしフェリックスは両方の姓を使い続け、聴衆は単に彼を"メンデルスゾーン"と呼ぶようになった。アブラハムは当初、子ども達を宗教教育を受けさせずに育て、1816年には洗礼を受けさせた。彼自身とレアも1822年10月4日にフランクフルト洗礼を受けたが、これはここがベルリンにいる親戚や知人から十分遠い場所だったからである。